# Domingo Sombrío
Domingo Sombrío (en húngaro Szomorú vasárnap, lit. Domingo triste) es una canción escrita por el pianista y compositor autodidacta húngaro Rezső Seress en 1933.
La letra original se titulaba Vége a világnak (El mundo se está acabando) y trataba sobre la desesperación causada por la guerra, terminando en una oración silenciosa por los pecados de la humanidad. El poeta László Jávor escribió su propia letra para la canción, titulada Szomorú vasárnap (Domingo triste), en la cual el protagonista contempla el suicidio tras la muerte de su amante. Esta última letra terminó volviéndose más popular, mientras que la primera pasó al olvido. La canción fue grabada por primera vez en húngaro por Pál Kalmár en 1935.
Domingo Sombrío ha sido versionada por numerosos cantantes, aunque sería Billie Holiday, en 1941, quien la popularizaría (OKeh 6451). Según la leyenda urbana, esta canción ha inspirado centenares de suicidios. «Domingo Sombrío» fue conocida como «Hungarian suicide song» («la canción húngara del suicidio») en Estados Unidos; es cierto que su autor, Seress, se suicidó en 1968, pero algunos rumores acerca de la canción son infundados.

## Leyendas urbanas
Han surgido una gran cantidad de leyendas urbanas sobre la canción a lo largo de los años; la más conocida es aquella que afirma que la canción está vinculada a varios suicidios y que, por este motivo, diversas emisoras de radio han prohibido su emisión. Sin embargo, este alegato es incierto, aunque la BBC la prohibió durante décadas.
En 1968, Rezső Seress, el compositor de la canción, se intentó suicidar saltando de una ventana de su apartamento en Budapest, para luego ahorcarse en un hospital. Su obituario en The New York Times menciona la notoria reputación de la canción:

Budapest, 13 de enero. Rezsoe Seress, cuya exitosa canción de estilo fúnebre, «Gloomy Sunday», fue culpada de haber desencadenado una ola de suicidios durante los años 30, ha puesto fin a su propia vida suicidándose, como se ha sabido hoy.  

Las autoridades revelaron hoy que el Sr. Seress saltó de una ventana de su pequeño departamento el pasado domingo, poco tiempo después de su sexagésimo noveno cumpleaños.
La década de los años 30 estuvo marcada por una severa depresión económica y por la agitación que provocó la Segunda Guerra Mundial. La melancólica letra escrita por el Sr. Seress, con letra de su amigo Ladislas Javor, un poeta, declara en su clímax: «Mi corazón y yo hemos decidido terminarlo todo». Fue culpada de haber provocado un agudo incremento en el número de suicidios, y las autoridades húngaras la prohibieron finalmente. En Norteamérica, donde Paul Robeson introdujo una versión en inglés, algunas emisoras de radio y clubes nocturnos la vetaron.

El Sr. Seress se quejó de que el éxito de «Gloomy Sunday» en realidad había hecho aumentar su infelicidad, porque sabía que nunca sería capaz de componer otro éxito igual.
The New York Times, 13 de enero de 1968.

En 1997, Billy Mackenzie, vocalista de la banda escocesa The Associates, se suicidó cerca de la casa de su padre en Dundee. Curiosamente, la banda había reinterpretado la versión de Holiday en 1982.
La explicación de la leyenda urbana aparece en un artículo atribuido a «D.P. MacDonald» titulado «Obertura a la Muerte»; el texto ha sido reproducido y difundido en multitud de páginas web. Según el sitio Phespirit, el artículo fue publicado originariamente por el sitio 'Justin and Angi' para popularizar su ya desaparecido «Gloomy Sunday Radio Show». La introducción del artículo reza:

Este mensaje fue enviado a nosotros por un visitante de nuestra página web. Hay alguna buena información histórica sobre la canción, mezclada con otra de más dudosa reputación. Los hechos comienzan a adquirir un sentimiento de cadena de e-mail satírico después de un rato, pero, por supuesto, a veces la verdad es realmente más extraña que la ficción. La historia se parece un poco a un segmento de Strange Universe! (Universo Extraño). Así que tomen esto con pinzas... El texto fue, supuestamente, citado del "Cincinnati (sic) Journal of C"...

## En la cultura popular
- La canción ha sido versionada por Billie Holiday, Heather Nova, Beth Gibbons, Elvis Costello, Björk, Sarah Brightman, Sinéad O'Connor, Rick Nelson, Diamanda Galás, Lydia Lunch, Paul Whiteman, Emilie Autumn, Christian Death, Sarah McLachlan y The Associates, entre otros.
- El argumento de la película española La caja Kovak (2006), de Daniel Monzón, gira en torno a esta canción. Un escritor está atrapado en Palma de Mallorca con un grupo de personas a las que las han instalado un microchip que les obliga a suicidarse cuando escuchan la canción «Gloomy Sunday». La canción es interpretada durante la película por la actriz Lucía Jiménez.
- Christina Ricci canta esta canción en una de las escenas de la película The Man Who Cried.
- La canción es interpretada al comienzo de las películas Schindler's List y The Funeral.
- También está presente en la película Gloomy Sunday - Ein Lied von Liebe und Tod.
- La canción aparece al inicio del episodio "Treehouse of Horror XVII", de Los Simpson.
- En 2005, Aaron Funk, más conocido como Venetian Snares, grabó el disco Rossz csillag alatt született. La tercera canción de este disco, titulada «Öngyilkos vasárnap» —traducida del idioma húngaro como «Domingo suicida»—, es un remix del «Gloomy Sunday» de Billie Holiday.
- En el episodio 3 de la primera temporada de la serie 13 Reasons Why la canción es mencionada por Alex Standall (Miles Heizer).